# ترزا میهالیکووا
ترزا میهالیکووا (تلفظ اسلواک: [ˈtereza ˈmiɦali:kɔʋa:] ; زادهٔ ۲ ژوئن ۱۹۹۸) یک تنیس‌باز اسلواکی است. او دارای رتبه ۴۲ دونفره حرفه ای توسط انجمن تنیس زنان (WTA) است که در ۳۰ ژانویه ۲۰۲۳ به دست آورد. در حالی که هنوز بیشتر در تورنمنت‌های پیست زنان ITF به صورت انفرادی بازی می‌کرد، با کسب اولین عنوان تور WTA در سال ۲۰۲۱ و اولین حضور در رده‌بندی ۱۰۰ برتر، در مسابقات دونفره به موفقیت دست یافت.
میهالیکووا در جوانی بسیار موفق بود. به عنوان شماره ۴ نوجوان سابق، او در هر دو مسابقه قهرمان استرالیا شد.